# Dagmar Bühler-Nigsch

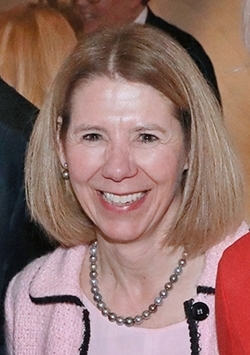
Dagmar Bühler-Nigsch (2024)

Dagmar Bühler-Nigsch, geborene Nigsch (* 3. September 1969 in Grabs), ist eine liechtensteinische Politikerin (VU). Seit 2021 ist sie Abgeordnete im liechtensteinischen Landtag.

## Biografie
Dagmar Nigsch wuchs mit drei älteren Geschwistern in Schaan als Tochter von Gerlinde Nigsch, geborene Quaderer, und des Drehers und Betriebsleiters Ernst Nigsch auf. Sie absolvierte eine kaufmännische Ausbildung. Anschliessend war sie in verschiedenen liechtensteinischen Industriebetrieben und kleine und mittlere Unternehmen tätig. 1996 heiratete sie den Diplombaumeister Hans Walter Bühler. Seit 2013 ist Dagmar Bühler-Nigsch Geschäftsführerin der Vereinigung liechtensteinischer gemeinnütziger Stiftungen & Trusts (VLGST). Des Weiteren ist sie seit 2014 Mitglied des Stiftungsrates und seit 2018 Präsidentin der Stiftung Erwachsenenbildung Liechtenstein.
Bei der Landtagswahl in Liechtenstein 2021 wurde sie für die Vaterländische Union (VU) in den Landtag des Fürstentums Liechtenstein gewählt. 2023 wurde sie Vizepräsidentin der VU. Bei der Landtagswahl in Liechtenstein 2025 wurde Dagmar Bühler-Nigsch wiedergewählt. Am 13. Februar wählte sie ihre Landtagsfraktion zur Fraktionssprecherin.
Bühler-Nigsch ist verheiratet und Mutter von zwei Kindern, einem Sohn und einer Tochter.